# 菊井禮次
菊井禮次（きくい れいじ、1931年10月25日 - ）は、日本の政治学者。専門は、国際政治学、ソ連外交。

## 略歴
滋賀県生まれ。京都大学法学部卒業。岡山大学法文学部助手・講師・助教授・教授、立命館大学法学部教授を務める。

## 著書

### 単著
- 『社会主義国際関係論序説』（法律文化社、1971年／増補版、1988年）
- 『現代国際関係とソ連外交理論』（法律文化社、1976年）
- 『現代国際政治構造論』（法律文化社、1989年／増補版、1993年）
- 『現代国際社会と日本の役割――真の国際貢献とは何か』（ミネルヴァ書房、1997年／改訂版、2002年）

### 共著
- （池田誠・福井英雄・中谷猛・安藤次男）『現代政治学』（法律文化社、1979年／改訂版、1984年）
- （中谷義和・福井英雄・佐藤満）『日本の政治――視点と争点』（法律文化社、1992年）

### 共編著
- （山口正之）『講座現代日本社会の構造変化（1）現代日本社会の構造変化と国際化』（有斐閣、1986年）

### 訳書
- エム・エ・アイラペチャン、ヴェ・ヴェ・スホジェーエフ『社会主義世界の国際関係』（法律文化社、1966年）
- ロナルド・J・ヒル『ソ連の政治改革』（世界思想社、1984年）
- アーサー・ガブション『アフリカ――東西の戦場』（新評論、1986年）
- フレッド・ハリディ『現代国際政治の展開――第二次冷戦の史的背景』（ミネルヴァ書房、1986年）
- S・ブルカン『東欧からみたペレストロイカ――岐路にたつ社会主義世界』（ミネルヴァ書房、1989年）
- メル・ガートフ『グローバル・ヒューマニズムの政治学――世界秩序転換のアジェンダ』（法律文化社、1992年）
- フレッド・ハリディ『国際関係論再考――新たなパラダイム構築をめざして』（ミネルヴァ書房、1997年）